# Бијег
Бијег је југословенски телевизијски филм из 1973. године. Режирао га је Урош Ковачевић, а сценарио су писали Урош Ковачевић и Дервиш Сушић

## Улоге
| Глумац             | Улога |
| ------------------ | ----- |
| Угљеша Којадиновић |       |
| Урош Крављача      |       |
| Мирјана Вукојичић  |       |
| Драган Шаковић     |       |
| Синиша Протић      |       |
| Миленко Видовић    |       |